# Habbo
Habbo (voorheen Habbo Hotel) is een virtuele wereld en massively multiplayer online role-playing game (MMORPG), vooral gericht op tieners en jongvolwassenen. Habbo Hotel werd opgericht in 2000 en groeide uit tot negen online gemeenschappen (of "hotels"), met gebruikers in meer dan 150 landen. Op het hoogtepunt in 2011 waren er meer dan 207 miljoen avatars geregistreerd met gemiddeld 11 miljoen unieke bezoekers per maand.
Gebruikers kunnen een avatar maken en hotelkamers ontwerpen, met andere spelers chatten, voor virtuele huisdieren zorgen, minigames maken en spelen en quests voltooien.

## Geschiedenis
Habbo begon als een project van twee Finse twintigers; Sampo Karjalainen en Aapo Kyrölä (in Habbo bekend als "Apparatus" en "Kyprov") ter promotie van de rockband Mobiles. Daarbij werd de naam Mobiles Disco bedacht. Het bleek een enorm succes en het idee werd verkocht aan de Finse telecom-gigant Elisa. In augustus 2000 werd het eerste online hotel geopend als onderdeel van het portaal van Elisa. Het heette toen Hotelli Kultakala, (Hotel Goudvis). Het spel was zo succesvol dat het plan ontstond om van het spel een zelfstandige website te maken. Hotel Goudvis was geen geschikte naam en daarom werd er een nieuwe naam gekozen, Habbo Hotel. Het eerste hotel in Finland werd in januari 2001 gelanceerd. Spoedig volgden meer hotels in andere landen, waaronder Nederland.
In 2005 werd er door het programma TROS Radar aandacht besteed aan het onderwerp "stelen in het Habbo Hotel". Hierin vertelden onder anderen kinderen over hun ervaring. Er werd tijdens de uitzending beloofd dat de problemen zouden worden opgelost. Enkele weken later werd er in TROS Radar opnieuw aandacht aan besteed.
In 2009 won de Habbo-fansite HabboVeggies.be de 'Gouden Apenstaart voor Beste Kinderwebsite van het jaar'. De site ging over van Shockwave naar Flash. Dit ging samen met een groot project genaamd Habbo Beta. Het 'nieuwe' Habbo Hotel werd op 10 juli 2009 12 uur 's middags voor iedereen geopend. Het bleef nog tijdelijk naast het oude hotel draaien, totdat de oude versie definitief verdween.
In oktober 2011 was onder andere Habbo Hotel het onderwerp in het consumentenprogramma Kassa, het ging daarbij vooral om het online kopen van zogenaamde Credits. Door deze uitzending overwoog Habbo de online betaalmethoden te beperken tot kredietkaarten.
In 2011 won Habbolive.nl de 'Gouden Apenstaart voor Beste Kinderwebsite van het jaar'. Tevens werd Habbolive.nl tweede tijdens de uitreiking van de 'European Award for Best Children's Online Content', onder de categorie 'Youth'.
De Engelse versie werd in 2012 een tijd geobserveerd door een verslaggever van de Britse nieuwszender Channel 4. Dat onderzoek wees uit dat daar toen veel pedofielen aanwezig waren in het hotel. Habbo kreeg veel problemen door het onderzoek. Enkele winkels haalden bijvoorbeeld de waardebonnen van Habbo uit de rekken. Ook trokken een aantal investeerders zich terug.
Eind 2012 werd een nieuw Habbo hotel in Turkije geopend.
Als gevolg van de Coronapandemie groeide in 2020 wereldwijd het aantal deelnemers meer dan 200% met een toestroom van honderdduizenden nieuwe en voormalige gebruikers.
Begin 2021 bleek dat de Unity-client, de vervanging van de Flashclient wegens het stoppen van Flash, niet op tijd klaar zou zijn. Er werd daarom besloten tijdelijk ook nog de oorspronkelijke client gebundeld met de niet meer officieel ondersteunde Adobe AIR aan te bieden.

### Aantal websites
Van de in totaal 12 websites die Habbo ooit had zijn er nu nog 9 in gebruik. Zo was Habbo Canada alleen beschikbaar in de Engelse taal. Bezoekers die eerder een Habbo.ca-account hadden, konden dit overzetten naar de Habbo.com-website. Na de sluiting van Habbo Canada werden Franse Canadezen uitgenodigd om het Franstalige hotel te bezoeken.
| Land                               | URL                      | Openingsdatum    |
| ---------------------------------- | ------------------------ | ---------------- |
| Finland                            | https://www.habbo.fi     | Augustus 2000    |
| Spanje                             | https://www.habbo.es     | September 2003   |
| Italië                             | https://www.habbo.it     | November 2003    |
| Nederland & België                 | https://www.habbo.nl     | 11 februari 2004 |
| Duitsland                          | https://www.habbo.de     | Maart 2004       |
| Frankrijk                          | https://www.habbo.fr     | November 2004    |
| Brazilië                           | https://www.habbo.com.br | 2 februari 2006  |
| Verenigd Koninkrijk (Samenvoeging) | https://www.habbo.com    | April 2010       |
| Turkije                            | https://www.habbo.com.tr | 19 juni 2012     |

| Land                | URL             | Openingsdatum  | Sluitingsdatum   | Reden van sluiting |
| ------------------- | --------------- | -------------- | ---------------- | --- |
| Verenigd Koninkrijk | Habbo.co.uk     | 4 januari 2001 | 10 juni 2010     | Samenvoeging met Habbo.com |
| Canada              | Habbo.ca        | 9 juni 2004    | 5 mei 2010       | Samenvoeging met Habbo.com |
| Zwitserland         | Habbo.ch        | Augustus 2001  | Oktober 2010     | Samenvoeging met Habbo.de |
| China               | Habbo.cn        | 26 Juni 2006   | 24 augustus 2007 | Vanwege lage populariteit en weinig inkomen ging het hotel uiteindelijk failliet, waardoor het het eerste hotel ooit was dat sloot.               |
| USA                 | Habbo.com (USA) | Januari 2001   | 10 juni 2010     | Samenvoeging met Habbo.com |
| Australië           | Habbo.com.au    | November 2004  | 2 juni 2010      | Samenvoeging met Habbo.com |
| Singapore           | Habbo.com.sg    | December 2004  | Juni 2010        | Samenvoeging met Habbo.com |
| Denemarken          | Habbo.dk        | December 2004  | 29 april 2015    | Het Deense hotel was de laatste twee jaar van haar bestaan niet meer zo populair, omdat alle dobbelstenen van het hotel werden gesloten. (Gokwet) |
| Japan               | Habbo.jp        | Februari 2003  | 16 april 2009    | Samenvoeging met Habbo.com |
| Noorwegen           | Habbo.no        | Juni 2004      | 29 april 2015    | Samenvoeging met Habbo.com |
| Rusland             | Habbo.ru        | September 2007 | 6 februari 2009  | Impopulariteit van het hotel. Samenvoeging met Habbo.com                                                                                          |
| Zweden              | Habbo.se        | December 2003  | 29 april 2015    | Samenvoeging met Habbo.com |

| Land       | URL      | Reden van annulatie |
| ---------- | -------- | --- |
| Polen      | Habbo.pl | Het hotel is nooit geopend voor publiek en verder zeer weinig informatie over het hotel bekend. Sulake had hiervoor echter wel plannen gezien de vacature m.b.t. het poolse hotel in september 2004 |
| Oostenrijk | Habbo.at | Het hotel is nooit geopend voor publiek en verder zeer weinig informatie over het hotel bekend. Sulake had hiervoor echter wel plannen gezien de vacature m.b.t. het Oostenrijkse hotel in mei 2004. Het domein werd rond dezelfde tijd als Habbo.pl geregistreerd en stuurde gebruikers altijd door naar de Zwitserse versie van Habbo (Welke in 2010 ook werd samengevoegd met de Duitse versie) |

Na het terugvinden van een server met verloren bestanden werd het mogelijk, de oorspronkelijke versie van Habbo te doen herleven. Deze werd in 2024 geherintroduceerd onder de naam Habbo Hotel Origins. De moderatie is aangepast aan de volwassen doelgroep en centraal staat de nostalgische ervaring.

## Spelelementen

### In het hotel
De chatrooms waaruit ieder hotel bestaat zijn grote isometrisch geprojecteerde vertrekken waarin meubilair, lichten en drankautomaten staan. Er zijn twee types vertrekken, openbare ruimtes en gastenkamers. Deze openbare ruimtes leken aanvankelijk op werkelijke openbare ruimtes van echte hotels. Er is een lobby, een zwembad en een theater. Daarnaast kunnen gebruikers zelf een kamer aanmaken en deze inrichten met eigen meubels.
Via de chatrooms of een console kan de gebruiker met zijn vrienden berichten uitwisselen. Het stelt hem ook in staat te achterhalen wie van zijn vrienden online is en hij kan makkelijk naar dezelfde ruimte als zijn vrienden gaan door middel van een "volg"-knop.

### Valuta
Credits, Duckets en Diamanten zijn de virtuele valuta. Ze zijn te verdienen door opdrachten uit te voeren op de website of in het hotel zelf. Of van andere spelers krijgen als een "salaris" voor rollenspellen. Duckets zijn de vervangende valuta van de Pixels.
Sinds de komst van de Unity Client gaan credits in sommige situaties in plaats van je portemonnee naar je Kluis. Je kunt op elk moment credits opnemen uit je Kluis of je Kluis permanent ontgrendelen
Of je de credits wel of niet ontvangt in je Kluis, hangt af van hoe je de credits hebt gekregen:
- Credits-aankopen met echt geld en het verzilveren van vouchercodes gaan nooit naar je kluis.
- Beloningen die je ontvangt bij je avatar level voortgang en achievements gaan altijd naar je kluis. De beloningen worden echter eerst getoond en verzameld in het Inkomstenvenster.
- Andere gevallen: credits gaan voornamelijk naar je portemonnee, maar als je totale aantal credits (zowel de credits in je portemonnee als in je kluis) meer dan 500 bedraagt, gaat het overschrijdende deel naar je kluis. De credits die al in je portemonnee zitten, veranderen niet, zelfs als ze de limiet overschrijven.
- Credits die je opneemt uit je Kluis gaan permanent naar je portemonnee.

Om credits uit je kluis te halen kun je meerdere acties ondernemen:
- Eenmalig credits kopen = De kluis wordt permanent ontgrendeld
- Belasting betalen = Betaal een percentage van de kluis aan belasting

Wanneer je de kluis permanent ontgrendeld hoef je geen belasting meer te betalen. Hiervoor moet je minimaal 50 credits met echt geld kopen (Via de Habbo Winkel).

### Catalogus
Nieuwe meubels kunnen gekocht worden met Credits; Habbo's virtuele valuta. Daarnaast kunnen hier Habbo Club-lidmaatschappen gekocht worden. Gekochte meubels kunnen ook geruild worden met andere gebruikers.

### Kamers
Het hotel speelt zich zelf af in de kamers, de gastenkamers kunnen gebouwd worden door een Habbo, na het bouwen van de kamer wordt hij/zij meteen eigenaar en kan die rechten toekennen aan andere spelers of afnemen. De kamer kan je zelf openen, sluiten met een deurbel, sluiten met een wachtwoord of onzichtbaar maken in de kamerlijst(hoteloverzicht). De leden van Habbo Club mogen ook de muren van de kamer veranderen of verwijderen.

### Marktplaats
Om meer grip te krijgen op de aankopen van gebruikers en te profiteren van hun ruilsystemen, voerde Sulake een nieuw systeem in: Marktplaats. Op de Marktplaats kunnen gebruikers voor een zelfgekozen prijs hun meubi te koop aanbieden. De uiteindelijke prijs op de Marktplaats is jouw vraagprijs, plus een kleine toeslag die betaald wordt door de koper.
Sinds de komst van de Unity client hangt het maximum aantal credits die je voor een meubel kunt vragen af van je Marktplaats Achievement Level. Om Level 5 te bereiken van de Achievement, moet je een redelijk aantal meubels verkopen op de Habbo Marktplaats. 
| Level   | Aantal meubels te verkopen tot volgende level   | Maximum aantal Credits |
| ------- | ----------------------------------------------- | ---------------------- |
| Level 0 | 2 meubels te verkopen                           | 10 Credits             |
| Level 1 | 6 meubels te verkopen                           | 10 Credits             |
| Level 2 | 15 meubels te verkopen                          | 100 Credits            |
| Level 3 | 50 meubels te verkopen                          | 1.000 Credits          |
| Level 4 | 200 meubels te verkopen                         | 10.000 Credits         |
| Level 5 | Geen verdere Levels meer te bereiken na Level 5 | 100.000 Credits        |

### Huisdieren
Elke speler kan een huisdier kopen in de catalogus. Huisdieren kunnen acties uitvoeren als zitten, spelen en eten. Er zijn onder meer honden, katten, varkens, beren, krokodillen, leeuwen, neushoorns, schildpadden, spinnen, kikkers, draken, paarden en konijnen als huisdier verkrijgbaar. Elke gebruiker kan het huisdier vóór de aankoop aanpassen aan zijn/haar eigen smaak, door een ras en kleur te kiezen en hem een naam te geven. Eten voor de dieren is, net als diverse accessoires, ook verkrijgbaar in de catalogus, of te ruilen. In tegenstelling tot echte huisdieren gaan de virtuele huisdieren niet dood. Ze geven wel aan hoe ze zich voelen en ook of ze honger hebben.
Met de komst van de Unity Client is het mogelijk om je oude huisdieren op een goed verzorgde permanente vakantie te sturen. Je zult je huisdier dus nooit meer terugzien nadat je deze op vakantie hebt gestuurd. Dit kost 5 credits.

## Veiligheid

### Toezicht
In elk land wordt toezicht gehouden door betaalde moderators, die aanwezig zijn als het hotel open is. Zij verbannen de mensen die tegen de regels, opgesteld door Sulake, handelen.
Verder worden alle woorden eerst door het zogenaamde bobba-filter gehaald. Als er dingen worden gezegd dat tegen de regels van Habbo is, wordt het gecensureerd of geblokkeerd. In het hotel waren moderators herkenbaar aan een speciale Staff-badge, en het voorvoegsel MOD- voor hun gebruikersnaam. Sinds 2015 dragen Habbo staff enkel een Habbo Staff-badge. Ze typen vaak ook uit een speciaal tekstwolkje. Hierdoor kunnen Habbo’s ze sneller herkennen.

### Ambassadeurs
Habbo Ambassadeurs is een programma voor ervaren en behulpzame leden van de Habbo-gemeenschap die hotelpersoneel helpen bij het begeleiden van nieuwe gebruikers en het modereren van openbare ruimtes. Het programma werd in juli 2014 in bèta gelanceerd op Habbo.fr en kwam begin november 2014 aan op Habbo.nl (Internationaal). De gebruikers die de (Master) Ambassador-rol kregen, werden voornamelijk geselecteerd op basis van hun houding, gebruikerswaarschuwing / geschiedenis mute / ban, activiteit voogd (stemmen voogd enz.) en hun chatloggeschiedenis. Er werd geadviseerd dat als een ambassadeur zou worden gezien die zich misdroeg of zijn macht misbruikte, ofwel een master ambassadeur of een staflid moest worden gewaarschuwd. Ze staan onder toezicht van Habbo Staff.
Ambassadeurs dragen een blauwe en gouden badge om zichzelf te identificeren. Ze hebben ook de mogelijkheid om een pictogram aan te zetten dat boven hun avatar knippert als ze dienst hebben; dit wordt normaal gesproken alleen gezien als ze aanwezig zijn in een openbare ruimte.
De Master Ambassadeurs beheren het Ambassadeursteam. Ze kunnen worden gezien als een soort teamleider.

#### Taken en bevoegdheden
Ambassadeurs hebben twee sleutelrollen waarin ze dagelijks moeten spelen:
- Om nieuwe gebruikers te begroeten en te begeleiden, zowel in het hotel als in de openbare ruimtes.
- Om openbare ruimtes zoals de Welkomst Lounge en Ambassadeurs Hub te modereren.
- Ze organiseren ook regelmatig Infobus-sessies en lounge-evenementen.

#### Bevoegdheden en hulpmiddelen
Om de ambassadeurs bij te staan in hun rol, krijgen ze verschillende tools aangereikt om hun taken uit te voeren:
- De mogelijkheid om een vooraf geschreven waarschuwing naar gebruikers te sturen om hen te waarschuwen voor hun gedrag.
- De mogelijkheid om een gebruiker gedurende 15 minuten, 60 minuten, 18 uur, 36 uur en 72 uur te dempen.
- De mogelijkheid om een gebruiker uit openbare ruimtes weg te sturen.
- De mogelijkheid om chatberichten van gebruikers in een tent te zien.
- De mogelijkheid om te zien welke gebruikers nieuw zijn.
- De mogelijkheid om lounges voor nieuwe gebruikers te betreden.

## NFT-Collectie
In september 2021 maakte Habbo bekend dat zij het Habbo-Avatars project lanceren.
Het project omvat het 'minten' (een proces waarbij digitale kunst wordt omgezet in een onderdeel van de Ethereum-blockchain) van 11.600 unieke, willekeurig gegenereerde Habbo Avatars, die vervolgens worden geveild op een NFT-marktplaatsplatform.
Oorspronkelijk werd aangekondigd dat er in totaal 12.500 Avatars beschikbaar zouden zijn, maar via Discord werd op 1 oktober 2021 aangekondigd dat 900 stuks nooit beschikbaar komen.
De Avatars werden gemint vanaf 27 september 2021 en waren te koop vanaf 28 september 2021. Ze waren iets meer dan 29 uur na de release uitverkocht en genereerden meer dan 6 miljoen  Amerikaanse dollar aan verkoop.
Het project was gepland door het interne team van Sulake, uitgedacht door Muumiopappa, een lid van het Sulake-team in Finland en hoofdspelontwerper voor Hotel Hideaway.
Oorspronkelijk werd geschat dat deze NFT's ongeveer 4 miljoen  Amerikaanse dollar zouden genereren, een doel dat met nog eens 2 miljoen  Amerikaanse dollar werd overschreden, waarvan Habbo in een tweet heeft bevestigd dat het "terug in het spel zal worden geïnvesteerd".

#### Habbo Portretten
Op 28 oktober 2021 werd door Olsoweir op de Habbo Avatars Discord-server aangekondigd dat er een nieuwe NFT zou komen, exclusief voor eigenaren van een Habbo Avatar. Deze nieuwe collectie, genaamd Habbo Portraits, bestaat uit willekeurig gegenereerde Habbo-afbeeldingen van hoofd en bovenlichaam die bedoeld zijn voor gebruik als profielfoto's. De meeste huidige NFT's zijn volledig voor gebruik als profielfoto's en niets meer, sommige verzamelaars hadden hun ongenoegen geuit over het feit dat de Avatars hier niet het geschikte formaat voor hadden.
De Habbo-portretten waren gratis (behalve de Ethereum-vergoeding) en kunnen alleen worden gemaakt door de eigenaar van een Habbo-avatar. Muumiopappa heeft in een tweet bevestigd dat elke Avatar de mogelijkheid heeft om één Portret te genereren, voor een maximum van 11.600 Habbo Portretten als elke eigenaar ervoor kiest om een Portret te maken voor elke Avatar die hij bezit. Het is niet te verwachten dat elke Avatar-eigenaar deze functie zal gebruiken, en daarom wordt voorspeld dat als de optie om portretten te minten wordt verwijderd, er veel minder dan 11.600 van de secundaire NFT's overblijven.
Een belangrijk onderscheid tussen Habbo Avatars en Habbo Portretten is dat Portretten nooit bedoeld zijn om te integreren met Habbo zelf; ze zijn puur een profielfoto-project NFT bedoeld als een bonus voor de vroege eigenaren en houders van Avatars. Ze kunnen echter potentieel worden gebruikt als verificatietoken om lid te worden van NFT-ruimten zoals de Avatars Discord-server.